# Couvent Sainte-Claire de Séville
Pour les articles homonymes, voir Couvent Sainte-Claire.
Le couvent Sainte-Claire (espagnol : convento de Santa Clara), aussi connu sous le nom de monastère royal Sainte-Claire (espagnol : Real Monasterio de Santa Clara), est un bâtiment historique situé à Séville, en Espagne. Actuellement, il est utilisé à des fins culturelles par la Mairie de Séville, bien que jusqu'au XXè siècle il ait été destiné au culte catholique, constituant avec ses dépendances un couvent de religieuses clarisses. Il a été déclaré Monument classé le 15 janvier 1970.

## Histoire
Il a été fondé en 1289 par le roi Sancho IV de Castille, et élevé à côté d'un ancien palais appartenant à son oncle, l'infant Fadrique de Castille. Le complexe conventuel a été bâti entre les XVIe et XVIIe siècles. Pour cela a été littéralement incorporée au palais, une construction mudéjare élevée après la conquête chrétienne de la ville, et de laquelle a été uniquement conservée la Tour de Don Fadrique, de facture romane et gothique, qui est un exemple unique dans la ville.
Parmi les lieux conservés aujourd'hui se trouvent le réfectoire, le cloître majeur de style Renaissance, les cuisines, dortoirs et autres dépendances domestiques, l'infirmerie et l'espace  occupé par l'ancienne église conventuelle, qui a été réutilisé comme cimetière. Enfin l'église, qui a été remodelée par les architectes Juan de Oviedo et Miguel de Zumárraga entre 1620 et 1622. Le portique d'accès à l'église a été copié pour réaliser celui de la Basilique de la Macarena, et son retable majeur est consacré à des divers saints de l'Ordre. Elle contient également quatre autres retables mineurs, réalisés par Juan Martínez Montañés.
Dans les années 2000 le couvent a été soumis à une réhabilitation pour l'adapter à des usages culturels, pourtant cette restauration de 6 millions d'euros ne suffisait pas à restaurer complètement le bâtiment, de nombreuses salles n'étant pas encore restaurées.
Le couvent conserve après la restauration ses murs couverts d'azulejos. Le Victoria and Albert Museum de Londres expose des azulejos provenant du couvent . Après les travaux de rénovation du bâtiment pour l'adapter comme lieu culturel, une petite quantité d'azulejos de salles réformées ont été conservés dans des caisses, puis ont été mis en valeur dans le Musée Mudéjar de Séville, dans le Palais des Marquis de la Algaba .
Le Musée de la Céramique de Triana a également dans sa collection des céramiques provenant de ce couvent.
Les travaux de réhabilitation se poursuivent toujours, jusqu'à la restauration complète du bâtiment .

## Galerie

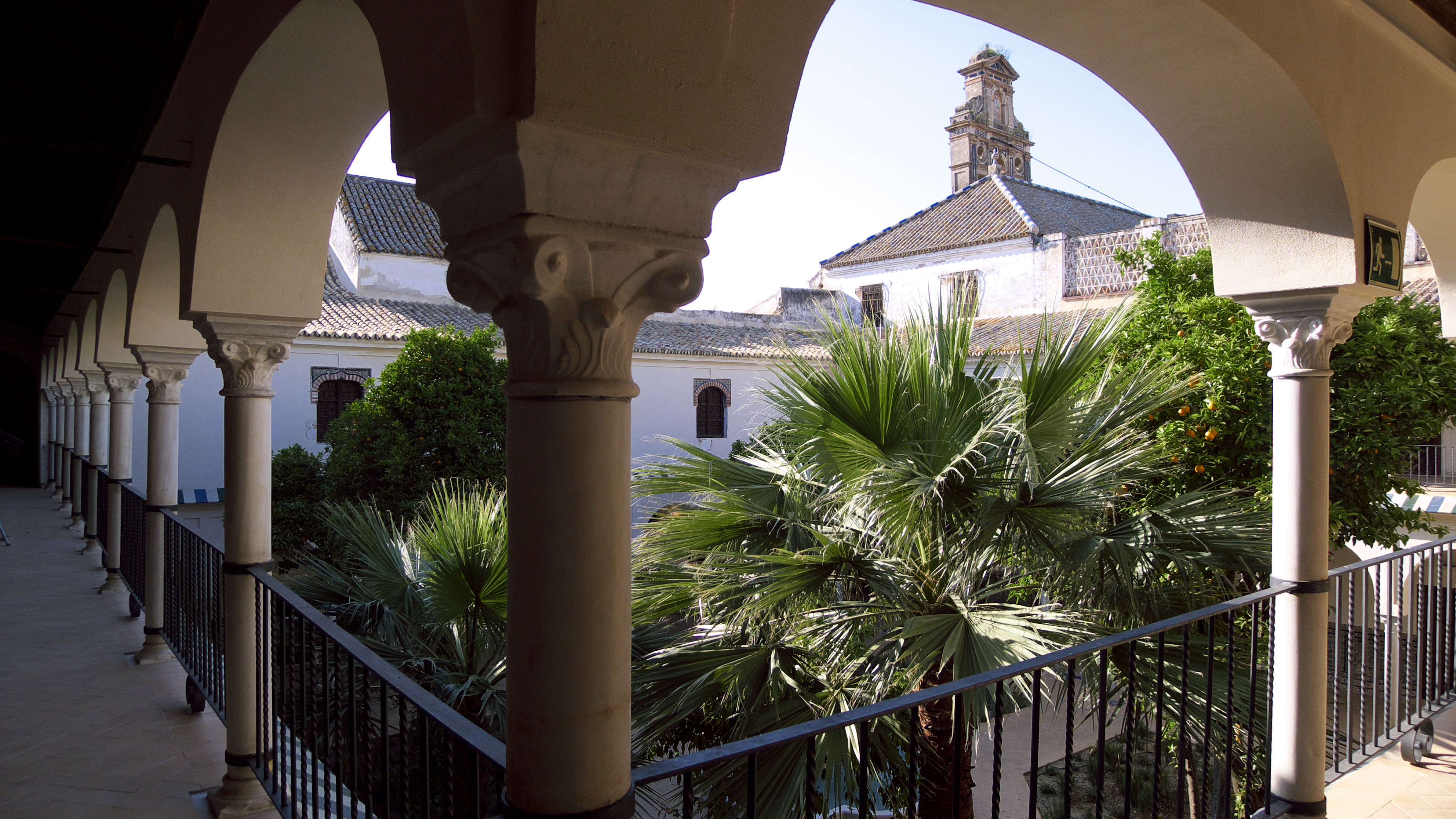
Cloître du couvent. Vue de la galerie supérieure.
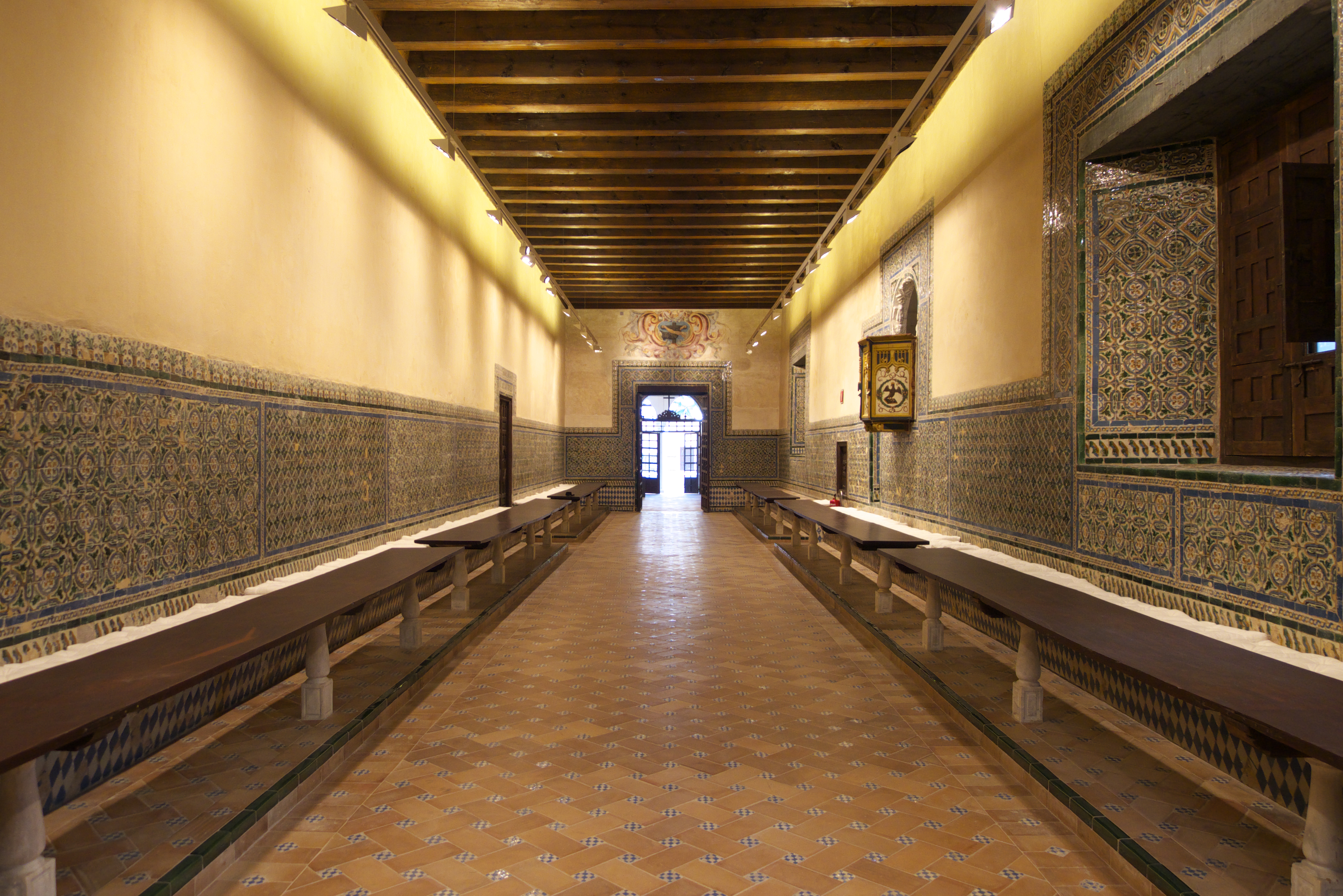
Réfectoire du couvent.
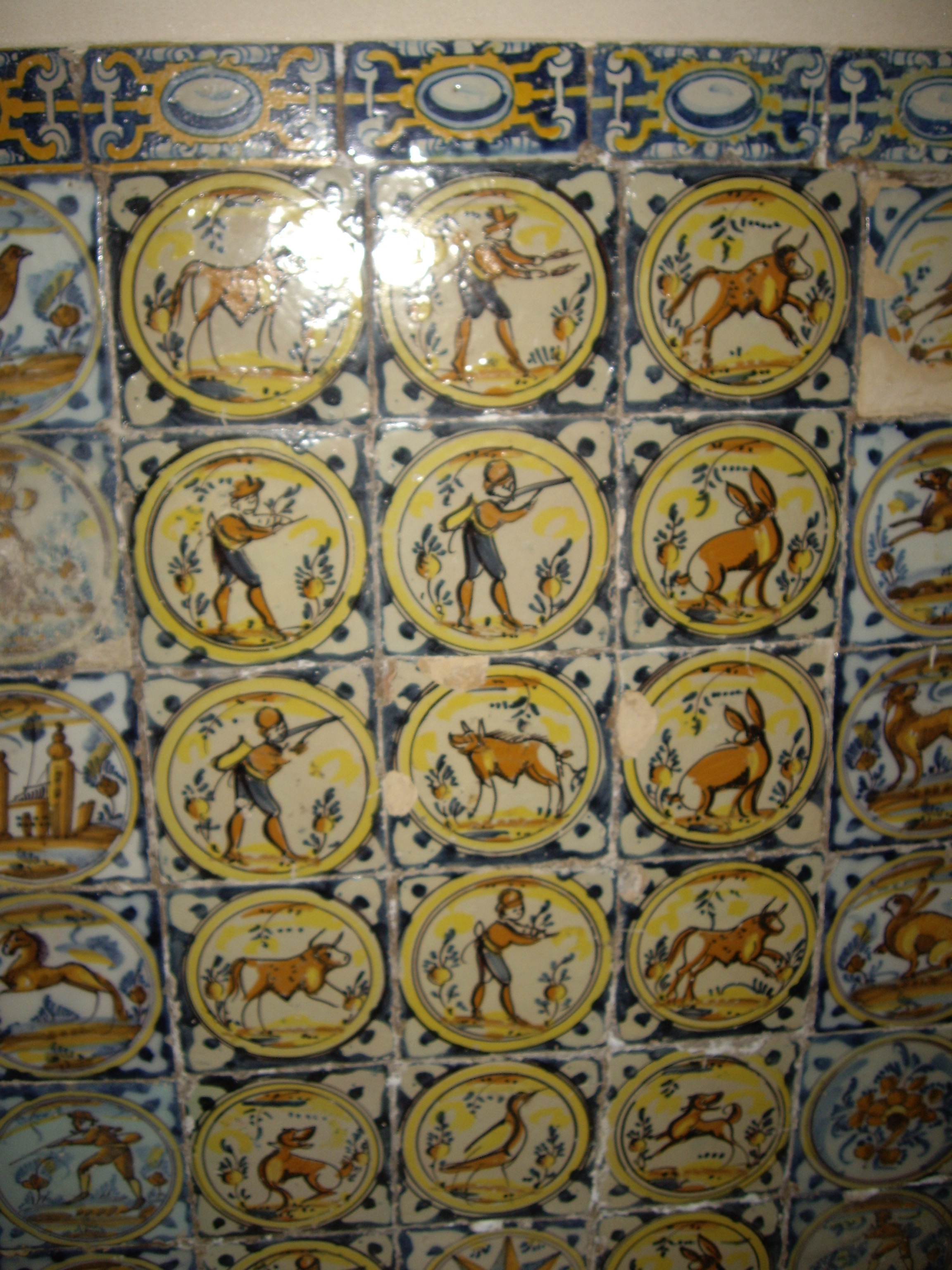
Azulejos du Couvent de Santa Clara.
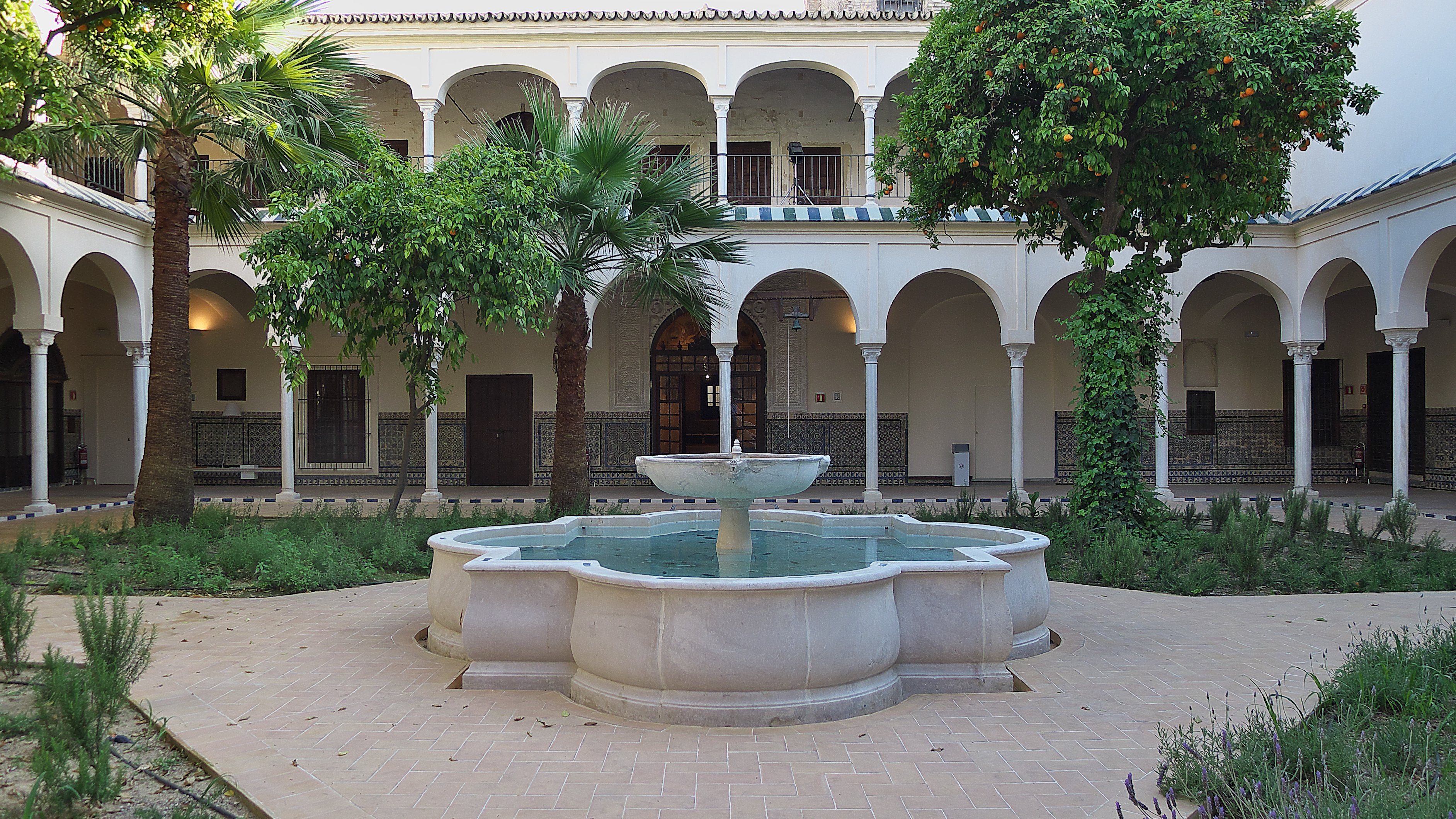
Cloître.